# Regatul de gheață (franciză)
Franciza Regatul De Gheață creată de Disney este compusă din:

## Filme
- Regatul de Gheață (2013)
- Regatul de Gheață 2 (2019)